# 坎貝爾山 (伊利諾伊州)
坎貝爾山（英語：Campbell Hill）是位於美國伊利諾伊州傑克遜縣的一個村落。

## 地理
坎貝爾山的座標為37°55′44″N 89°33′01″W / 37.92889°N 89.55028°W，而該地最高點為海拔高度171米（即561英尺）。

## 人口
根據2010年美國人口普查的數據，坎貝爾山的面積為1.06平方千米，當中陸地面積為1.06平方千米，而水域面積為0.00平方千米。當地共有人口336人，而人口密度為每平方千米316人。